# Ludvik Rebeušek
Ludvik Rebeušek [Lúdvik Rebéušek], slovenski turistični delavec, * 5. julij 1921, Celje, † 29. november 2017.
Velja za prvega pravega teoretika in praktika turističnega marketinškega razmišljanja v Sloveniji.

## Biografija
Ludvik Rebeušek se je rodil v znani hotelirski družini v Celju, kjer je obiskoval osnovno šolo in nižjo gimnazijo. Šolanje na trgovski akademiji v Ljubljani je moral zaradi očetove smrti prekiniti, zato se je vrnil v Celje, kjer se je vpisal na dvorazredno trgovsko šolo. Študij je nato nadaljeval na dunajski Višji strokovni šoli za gostinstvo in hotelirstvo. Na Dunaju je na razočaranje svojih celjskih športnih prijateljev zanemarjal lahkoatletske treninge, a se je naučil plesati step. Tudi kasneje je mnogokrat rad zaplesal. Dunajske čevlje za step je hranil v stari aktovki, po kateri so ga poznali njegovi učenci. Tudi po zunanji podobi je spominjal na kralja stepa, zato se ga je prijel vzdevek celjski Fred Astair. Svoje teoretično znanje s področja turizma je izpopolnil v švicarskem zdravilišču Bad Terasp v bližini St. Moritza. Tik pred drugo svetovno vojno se je vrnil v domače družinsko podjetje - celjski hotel Pošta, ki ga je njegov stari oče prevzel leta 1901.
Ob okupaciji so Nemci hotel zasegli, leta 1948 pa ga je takratna oblast nacionalizirala. Poleg tega je Ludvik Rebeušek izgubil še honorarno zaposlitev, s tem pa je bila njegova hotelirska kariera praktično končana. Odločil se je za ponoven študij. Leta 1952 je diplomiral na Ekonomski fakulteti v Ljubljani, v letu 1965 pa je dokončal tudi magisterij. Po krajšem obdobju dela v Upravi trgovskih in gostinskih podjetij v Celju je njegovo osrednje delovno področje postalo strokovno šolstvo, ki mu je v svojem dolgoletnem delovnem obdobju med letoma 1950 in 1980 vtisnilo globok pečat.
Leta 1950 je bil imenovan za upravitelja takratne vajenske Šole za trgovske učence. Šola je imela vsega 65 učencev. Bila je brez lastnih prostorov in nameravali so jo ukiniti. Edina možnost za njen obstoj v Celju je bila gradnja novih prostorov. Ko je bilo že vse pripravljeno za dokončno preselitev učencev, je ravnatelj s svojo izjemno vztrajnostjo in zagnanostjo požel zaslužene sadove. Leta 1955 se je začelo z izdelavo investicijskega programa, leta 1956 pa z gradnjo povsem nove stavbe. Zgrajena je bila leta 1957, hkrati pa je pomenila tudi prvi novi povojni srednješolski objekt v Celju.
Kakovost izobraževanja in obseg učnih programov sta rasla iz leta v leto. Leta 1958 je v okviru Trgovske šole ponovno zaživel že leta 1948 ukinjeni gostinski oddelek, ki je leta 1960 prerasel v samostojno Gostinsko šolo. V letu 1959 je zaživel poslovodski oddelek, kasnejša Poslovodska šola, leta 1961 aranžerski oddelek, leta 1962 pa komercialni oddelek, kasnejša Komercialna šola. Tega leta se oddelke združili v novi Šolski center za blagovni promet za celjski okraj z dislociranimi enotami v Velenju, Slovenskih Konjicah, Mozirju in Brežicah. Na celjski šoli za prodajalce se je uveljavil tako imenovani "celjski model" povezave med teoretičnim in praktičnim delom pouka, ki so ga v naslednjih letih prevzele vse trgovske in gostinske šole v Sloveniji, priporočen pa je bil tudi za celotno Jugoslavijo.
Ludvik Rebeušek se je vse življenje še posebej zanimal za turistične razsežnosti naravnih zdravilišč zlasti na celjskem območju. Že leta 1955 je objavil študijo Organizacijska in ekonomska problematika zdravilišča Rogaška Slatina, nato pa je področju zdraviliškega turizma v naslednjih letih namenil še celo vrsto del. Leta 1966 je postal avtor prve slovenske strokovne knjige o raziskavi tržišča - Raziskava tržišča in ekonomska propaganda v turizmu, s posebnim ozirom na zdraviliški turizem. Knjiga je bila avtorjev prispevek ob Mednarodnem letu turizma 1967. Tretje področje njegovega dela pa je bilo namenjeno društvenemu delovanju in spodbujanju tržne miselnosti v času prehoda iz socialističnega planskega v tržno gospodarstvo. O njegovi ustvarjalnosti priča bibliografija, ki obsega več kot 350 del.
Med številnimi funkcijami, ki jih je opravljal, velja omeniti njegovo programsko vodenje Tribun tržnega gospodarstva na Rogli med letoma 1985 in 1999 v organizaciji društva ekonomistov Celje in zelo aktivno članstvo v Turističnem društvu Celje.
Smisel za inovativnost, organizacijo in izjemna delovna vztrajnost sta ga ponesli v številna domača in mednarodna strokovna združenja. Med letoma 1964 in 1981 je bil predsednik Skupnosti šolskih centrov za blagovni promet in podpredsednik Zveze združenj trgovskih šol Jugoslavije, leta 1967 je bil sprejet v ekonomsko komisijo Mednarodnega zdraviliškega združenja FITEC v Švici in kasneje v Parizu, leta 1969 pa je bil izvoljen za podpredsednika te komisije in člana direktorija.
Leta 1993 mu je domače mesto podelilo status častnega meščana Celja.